# 초 선왕
초 선왕(楚 宣王, ? ~ 기원전 340년)은 중국 초나라의 제35대 군주(재위: 기원전 369년 ~ 기원전 340년)이다. 이름은 량부(良夫)이다. 도왕의 아들이자 숙왕의 동생이다. 아들인 위왕이 뒤를 이었다.
| 전 임 형 숙왕 웅장 | 제35대 초나라의 군주 기원전 369년 ~ 기원전 340년 | 후 임 아들 위왕 웅상 |